# Ivenrode
Ivenrode – dzielnica gminy Altenhausen w Niemczech, w kraju związkowym Saksonia-Anhalt, w powiecie Börde, w gminie związkowej Flechtingen.
Do 31 grudnia 2009 była to oddzielna gmina będąca częścią wspólnoty administracyjnej Flechtingen.
Do 30 czerwca 2007 należała do powiatu Ohre.

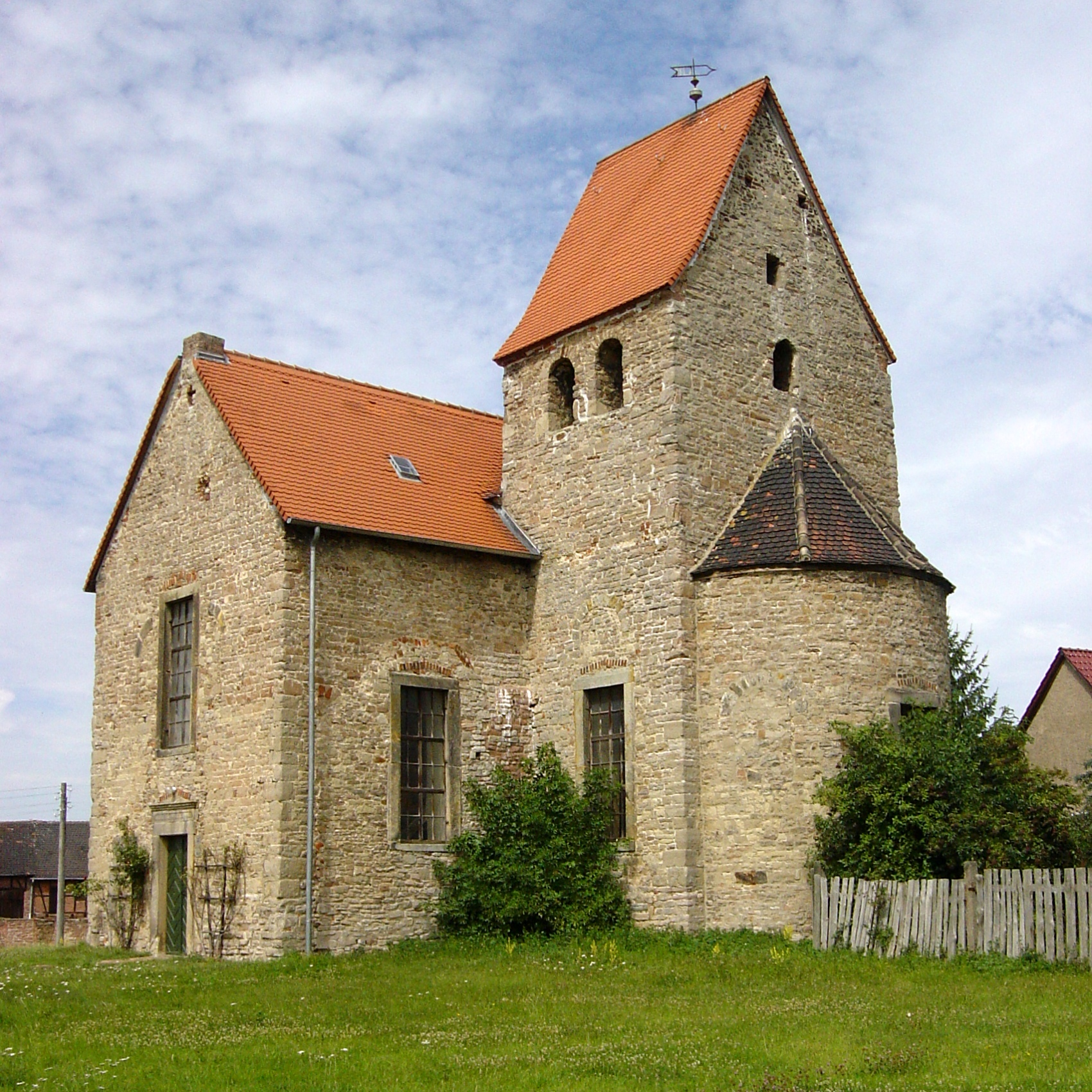
Kościół protestancki w Ivenrode